# Oeakari's
De Oeakari's (Cacajao) zijn een geslacht van zoogdieren uit de  familie van de sakiachtigen (Pitheciidae). De wetenschappelijke naam van het geslacht werd in 1840 gepubliceerd door Rene Primevere Lesson.

## Taxonomie
Er worden acht soorten tot dit geslacht gerekend.
- Geslacht: Cacajao (Oeakari's) (8 soorten)
  - Soort: Cacajao amuna Silva et al., 2022
  - Soort: Cacajao ayresi Boubli, da Silva, Amado, Herbk, Pontual & Farias, 2008
  - Soort: Cacajao calvus – Witte oeakari (I. Geoffroy, 1847)
  - Soort: Cacajao hosomi Boubli, da Silva, Amado, Herbk, Pontual & Farias, 2008
  - Soort: Cacajao melanocephalus – Zwartkopoeakari (Humboldt, 1812)
  - Soort: Cacajao novaesi Hershkovitz, 1987
  - Soort: Cacajao rubicundus (I. Geoffroy & Deville, 1848)
  -  Soort: Cacajao ucayalii Thomas, 1928